# Carolina Freitas
Carolina Azedo Won-Held de Freitas est une joueuse de volley-ball et de beach-volley brésilienne née le 17 janvier 1992 à Nova Iguaçu. Elle mesure 1,83 m et joue au poste de réceptionneuse-attaquante. 

## Clubs
| Club                       | De        | À         |
| -------------------------- | --------- | --------- |
| Fluminense Football Club   | 2004-2005 | 2007-2008 |
| Rio de Janeiro Volêi Clube | 2008-2009 | 2010-2011 |
| Minas Tênis Clube          | 2011-2012 | 2011-2012 |
| Fluminense Football Club   | 2017-2018 | 2018-2019 |
| CC Valinhos                | 2019-2020 | …         |

## Palmarès
- Championnat d'Amérique du Sud  des moins de 18 ans
  - Vainqueur : 2008.
- Championnat du monde des moins de 18 ans
  - Vainqueur : 2009.
- Championnat d'Amérique du Sud  des moins de 20 ans
  - Vainqueur : 2010.
- Championnat du monde des moins de 20 ans
  - Finaliste : 2011.